# Моньяр
Монья́р (фр. Mognard) — колишній муніципалітет у Франції, у регіоні Овернь-Рона-Альпи, департамент Савоя. Населення — 423 осіб (2011).
Муніципалітет був розташований на відстані близько 440 км на південний схід від Парижа, 90 км на схід від Ліона, 21 км на північ від Шамбері.

## Історія
До 2015 року муніципалітет перебував у складі регіону Рона-Альпи. Від 1 січня 2016 року належав до нового об'єднаного регіону Овернь-Рона-Альпи.
1 січня 2016 року Моньяр, Альбан, Сессан, Еперсі, Сен-Жермен-ла-Шамботт i Сен-Жиро було об'єднано в новий муніципалітет Антрелак.

## Демографія
Динаміка населення (INSEE ):
Розподіл населення за віком та статтю (2006):
| Стать | Всього | До 15 років | 15-24 | 25-44 | 45-64 | 65-85 | Понад 85 |
| --- | ------ | ----------- | ----- | ----- | ----- | ----- | -------- |
| Чоловіки | 192    | 45          | 33    | 53    | 32    | 25    | 4        |
| Жінки | 199    | 24          | 24    | 49    | 70    | 24    | 8        |
| \| Статево-вікова піраміда \| Статево-вікова піраміда \| Статево-вікова піраміда \| \| ----------------------- \| ----------------------- \| ----------------------- \| \| Чоловіки \| Вік \| Жінки \| \| 4 \| 85 + \| 8 \| \| 0 \| 80-84 \| 8 \| \| 4 \| 75-79 \| 0 \| \| 0 \| 70-74 \| 4 \| \| 21 \| 65-69 \| 12 \| \| 8 \| 60-64 \| 12 \| \| 0 \| 55-59 \| 21 \| \| 16 \| 50-54 \| 8 \| \| 8 \| 45-49 \| 29 \| \| 16 \| 40-44 \| 8 \| \| 21 \| 35-39 \| 21 \| \| 16 \| 30-34 \| 12 \| \| 0 \| 25-29 \| 8 \| \| 12 \| 20-24 \| 12 \| \| 21 \| 15-20 \| 12 \| \| 12 \| 10-14 \| 16 \| \| 21 \| 5-9 \| 4 \| \| 12 \| 0-4 \| 4 \| |        |             |       |       |       |       |          |
| Статево-вікова піраміда |        |             |       |       |       |       |          |
| Чоловіки | Вік    | Жінки       |       |       |       |       |          |
| 4 | 85 +   | 8           |       |       |       |       |          |
| 0 | 80-84  | 8           |       |       |       |       |          |
| 4 | 75-79  | 0           |       |       |       |       |          |
| 0 | 70-74  | 4           |       |       |       |       |          |
| 21 | 65-69  | 12          |       |       |       |       |          |
| 8 | 60-64  | 12          |       |       |       |       |          |
| 0 | 55-59  | 21          |       |       |       |       |          |
| 16 | 50-54  | 8           |       |       |       |       |          |
| 8 | 45-49  | 29          |       |       |       |       |          |
| 16 | 40-44  | 8           |       |       |       |       |          |
| 21 | 35-39  | 21          |       |       |       |       |          |
| 16 | 30-34  | 12          |       |       |       |       |          |
| 0 | 25-29  | 8           |       |       |       |       |          |
| 12 | 20-24  | 12          |       |       |       |       |          |
| 21 | 15-20  | 12          |       |       |       |       |          |
| 12 | 10-14  | 16          |       |       |       |       |          |
| 21 | 5-9    | 4           |       |       |       |       |          |
| 12 | 0-4    | 4           |       |       |       |       |          |

## Економіка
2010 року серед 277 осіб працездатного віку (15—64 років) 218 були активними, 59 — неактивними (показник активності 78,7%, у 1999 році було 70,3%). З 218 активних мешканців працювало 208 осіб (116 чоловіків та 92 жінки), безробітними було 10 (5 чоловіків та 5 жінок). Серед 59 неактивних 28 осіб було учнями чи студентами, 13 — пенсіонерами, 18 були неактивними з інших причин.

У 2010 році в муніципалітеті числилось 153 оподатковані домогосподарства, у яких проживали 420,0 особи, медіана доходів виносила 19 280 євро на одного особоспоживача